# Csé, mint család
A Csé, mint család egy, a Netflixen futó amerikai animációs sorozat, amely Bill Burr és Michael Price közreműködésével illetve a Gaumont Internal Television és a Wild West Television gyártásában készült. A sorozat Bill Burr gyerekkori élményein alapszik. A történet az 1970-es évek Amerikájában játszódik, főként ennek az időszaknak az ábrázolása miatt, a műsor sok pozitív kritikát kapott. A sorozat 5 évadból és 44 epizódból áll. 

## Történet
A sorozat a diszfunkcionális Murphy családról szól, akik az Egyesült Államokban élnek az 1970-es években. A családfő Frank a Mohikán légitársaságnál dolgozik. Az ő felesége Sue alapvetően háztartásbeli, aki emellett alkalmi munkát vállal. A családnak 3 gyereke van. A legidősebb Kevin éppen a pubertáskor közepén jár emiatt lázadó természete van és rendszeresen vitázik a szüleivel. Ezzel ellentétben az öccse Billy nagyon jámbor és szelíd személyiség. A legfiatalabb családtag Maureen kemény, rámenős aki a szomszédság elhanyagolt és aszociális gyermekeivel tölti szabadidejét.

## Szereplők
- Frank X, Murphy: 39 éves kiábrándult, indulatos és goromba háborús veterán. Sue férje, 3 gyermek édesapja aki csomagkezelőként dolgozik de a későbbi részekben előléptetik.

- Susan „Sue” Murphy: Frank 37 éves háztartásbeli felesége

- Kevin Murphy: A Murphy család legnagyobb, 15 éves gyereke aki problémás természetű és lelkes zenész. Retteg a víztől mióta egyszer kiskorában majdnem belefulladt egy medencébe.

- William „Bill” Murphy: A Murphy család középső gyereeke, aki az iskolai zaklatások állandó célpontja.

- Maureen Murphy: A család egyetlen lánygyereke és a legfiatalabb tagja. Magas intelligenciával rendelkezik és szenvedélyesen érdeklődik többek között a fizika, a számítógépek, az elektronika és a robotika iránt, emellett imád science-fiction regényeket olvasni. Kedvence a Star Trek sorozat.

## Fordítás
- Ez a szócikk részben vagy egészben  a   F is for Family című angol Wikipédia-szócikk fordításán alapul.  Az eredeti cikk szerkesztőit annak laptörténete sorolja fel. Ez a jelzés csupán a megfogalmazás eredetét és a szerzői jogokat jelzi, nem szolgál a cikkben szereplő információk forrásmegjelöléseként.